# Pseudopanax scopoliae
Espèce
Synonymes
- Panax scopoliae Baill.[2]
- Pseudopanax scopoliae (Baill.) Philipson[2]
- Tieghemopanax scopoliae (Baill.) R.Vig.[2]

Statut de conservation UICN

 VU B1+2c : Vulnérable
Pseudopanax scopoliae est une espèce de plantes à fleurs de la famille des Araliaceae.

## Publication originale
- New Zealand Journal of Botany 3: 339. 1965.